# Синий маршрут (Венгрия)
«Синий маршрут» (венг. Országos Kéktúra, сокращённо OKT) — национальный венгерский пешеходный маршрут. Является частью сети европейских пешеходных маршрутов.

## История

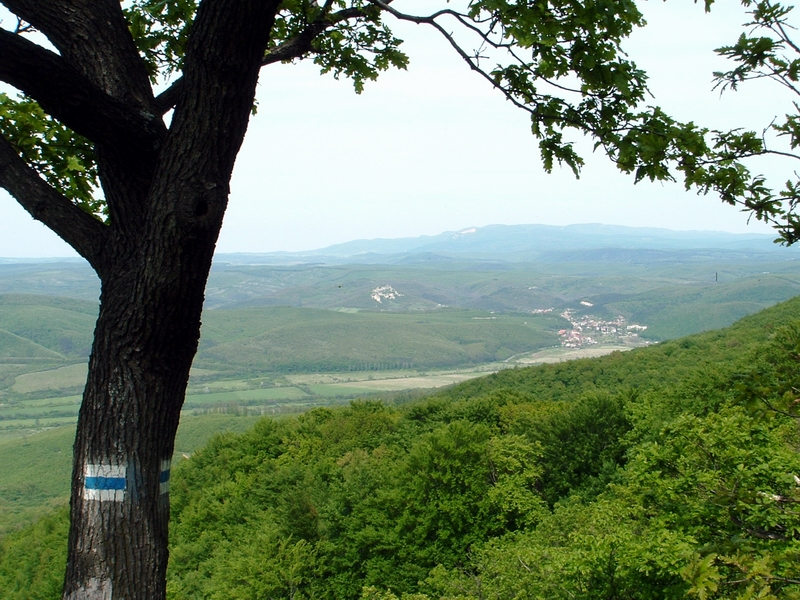
Маркировка маршрута в горах Матра

Национальный синий маршрут, или просто синий маршрут, стал одним из первых междугородных туристических пешеходных маршрутов в Европе. Этот путь был впервые описан в 1938 году, его длина в то время составляла 910 км. После Второй мировой войны многие венгерские пешие туристы стали ходить по этому маршруту, поэтому секция спортивного туризма будапештского общества «Локомотив» объявила в 1952 году национальный поход по «синему» пути. Вскоре секция опубликовала брошюры и карты с обозначением маршрута. В 1961 году организацию и управление движением «Синий маршрут» взяла на себя ассоциация «Друзья природы».
Первые годы о «Синем маршруте» знали в основном только спортивные туристы, пока в начале 1980-х годов на венгерском телевидении не была показана серия репортажей о нём. Автором репортажей был журналист Паль Роцкенбауэр, который вместе со съёмочной группой прошёл маршрут за 76 дней.
Длина маршрута составляет более 1128 км, он идёт от горы Гешрибенштайн на границе с Австрией через Будапешт до населённого пункта Холлохаза у границы со Словакией. В 1983 году восточная часть маршрута вошла в состав международного пешеходного маршрута дружбы Айзенах — Будапешт (EB), единственного международного маршрута социалистических стран восточной Европы (он проходил через ГДР, Польшу, Чехословакию и Венгрию). Сегодня большая часть «Синего маршрута» интегрирована в европейский международный пешеходный маршрут Е4 (Гибралтар — Пиренеи — Боденское озеро — Балатон — Рила — Крит). К «Синему маршруту» добавились ещё два венгерских маршрута «Rockenbauer Pál Dél-dunántúli Kéktúra» и «Alföldi Kéktúra», которые сейчас иногда рассматриваются как его часть.